# Abbaye de l'Aumône
Pour les articles homonymes, voir Aumône (homonymie).
L’abbaye de l'Aumône, parfois appelée le Petit-Cîteaux, est une ancienne abbaye cistercienne, située à La Colombe, dans le Loir-et-Cher.

## Situation
L'abbaye est située à la lisière septentrionale de la forêt de Marchenoir, dans une clairière surnommée la « Vallée des Grès », à 144 mètres d'altitude.

## Histoire

### Fondation et toponymie
L'Aumône est une des premières fondations de l'ordre cistercien, la huitième fondation directe de l'abbaye de Cîteaux ; elle est fondée grâce à un don de Thibaut IV de Blois, très lié à Bernard de Clairvaux. Celui-ci sollicite Étienne Harding, abbé de Cîteaux, qui envoie un nommé Ulrich, devenu le premier abbé de l'Aumône.
La grande pauvreté initiale de l'abbaye et son nécessaire recours aux dons du comte Thibaut incitent Ulrich, en signe d'humilité, à donner à sa fondation le nom d'« Aumône » exprimant bien que l'abbaye vivait de la providence. La première église abbatiale, dont la construction débute en 1121, est d'ailleurs un édifice très modeste.

### Prospérité et rayonnement
L'abbaye prospère rapidement et contribue à l'enrichissement de la région ; son grand dynamisme est fortifié par de nombreuses vocations, car l'exemplarité des religieux attire de nombreux profès. Ce dynamisme lui permet de fonder à son tour très rapidement des abbayes-filles, en particulier dans deux régions qui jusque-là n'étaient pas du tout touchées par la réforme cistercienne : la Bretagne et l'Angleterre. Ces cinq abbayes fondent à leur tour vingt-quatre autres abbayes dans ces deux régions.
En ce qui concerne l'Aumône, l'accroissement de la prospérité et de la communauté monastiques impliquent la construction d'une nouvelle église abbatiale, beaucoup plus vaste, commencée à la fin du XIe siècle et terminée en 1230. A son apogée, l'Aumône abrite 70 moines.
Sa prospérité au début du XIVe siècle est attestée par le paiement d'une décime annuelle de quarante livres . L'abbaye jouit aussi de faveurs particulières, comme la bulle de 1455 du pape Calixte III autorisant l'abbé à officier avec les insignes pontificaux. Elle reçoit la visite du roi Louis XI le samedi 25 août 1481.

#### Sépultures dans l'abbaye
Comme de nombreux monastères à partir du XIIIe siècle, l'abbaye de l'Aumône devient un lieu de sépulture pour des nobles et des bienfaiteurs, en échange de dons destinés à assurer des prières pour le repos de leur âme. Parmi les personnes notables inhumées à l'Aumône figurent Geoffroy V, comte de Châteaudun, décédé en 1218, et son épouse Adeline. Leur sépulture témoigne de l'importance de l'abbaye et de sa reconnaissance par les grandes familles aristocratiques de l'époque.

### Déclin et destruction
Cependant, l'abbaye subit d'importants dommages pendant la Guerre de Cent Ans.
En 1539, elle tombe en commende ; aucun novice n'y est plus admis durant des années. À la fin du XVIe siècle, on n'y compte plus que cinq ou six religieux.
Les guerres de religion aggravent cette situation, les troupes protestantes détruisant en grande partie l'abbatiale. Le réfectoire des moines est alors aménagé en lieu de culte et, sous l'abbatiat de Claude Blampignon, une nouvelle église est dédicacée le 17 septembre 1711.
A la fin du XVIIIe siècle, l'abbaye est encore relativement riche (le revenu de l'abbé commendataire est de quatre mille livres annuelles) mais elle ne résiste pas aux bouleversements de la Révolution française :  elle ferme définitivement ses portes en 1791 puis est démolie pierre par pierre à partir de 1818,. Le dernier abbé (commendataire) se nomme Pierre Joseph de Crémaux d'Entragues et le dernier prieur (élu par les religieux) Dom Marcel Guillaume de Maublanc. Il ne reste avant l'expulsion que six moines à l'abbaye.

## Architecture
Le seul bâtiment dont la description complète nous soit parvenue est le logis abbatial, construit en 1701. Ce bâtiment de deux étages avait une façade de 192 pieds (64 mètres) de long et une hauteur totale de 64 pieds (21 mètres), dont un toit de 24 pieds (8 mètres) . Il comptait quinze fenêtres. Austère dans son apparence, le logis abritait néanmoins une bibliothèque de taille considérable.

## Filiation et dépendances
L'abbaye de l'Aumône, fondation de Cîteaux, est à l'origine de nombreuses abbayes anglaises (abbaye de Waverley), galloises (abbaye de Tintern), berrichonnes (abbaye du Landais) ou bretonnes (Bégard et de Notre-Dame de Langonnet).